# لاتشيزار بالتانوف
لاتشيزار بالتانوف (بالبلغارية: Лъчезар Балтанов)‏ (11 يوليو 1988 بصوفيا في بلغاريا - ) هو لاعب كرة قدم بلغاري في مركز الوسط. شارك مع منتخب بلغاريا تحت 21 سنة لكرة القدم ومنتخب بلغاريا لكرة القدم. أما مع النوادي، فقد لعب مع بوتيف فراتسا وليفسكي صوفيا ونادي بوتيف بلوفديف وFC Kaliakra Kavarna ‏ وPSFC Chernomorets Burgas ‏.

## وصلات خارجية
- لاتشيزار بالتانوف على موقع قاعدة بيانات كرة القدم.إي يو (الإنجليزية)
- لاتشيزار بالتانوف على موقع Soccerway.com (الإنجليزية)
- لاتشيزار بالتانوف على موقع عالم كرة القدم.نت (الإنجليزية)